# Hospodar
Hospodar of gospodar (Roemeens: Domnitor of Gospodar, Russisch: Господарь) is een Slavische term die vroeger de betekenis van landheer had. Tijdens de Turkse overheersing op de Balkan werd de titel gedragen door verschillende gezagsdragers. Zo noemden sommige vorsten van Walachije en Moldavië (nu Roemenië en Moldavië) zich naast voievod ook hospodar. In het Roemeens noemden zij zich domn, van het Latijnse dominus wat letterlijk 'heer' betekent.
Tegenwoordig wordt gospodar gebruikt als beleefdheidsvorm, overeenkomend met meneer of de heer. In het Romaanstalige Roemenië is gospodar een ongebruikelijk woord voor boer of een hardwerkend persoon.